# مقصود فراستخواه
مقصود فراستخواه (متولد ۱۴ اردیبهشت ۱۳۳۵ در تبریز)جامعه‌شناس ایرانی و استاد برنامه‌ریزی توسعه آموزش عالی در مؤسسه پژوهش و برنامه‌ریزی آموزش عالی است. هم‌زمان با روز جهانی علم در خدمت صلح و توسعه، روزی که از سوی سازمان یونسکو در تقویم جهانی ثبت شده است، هیئت داوران، جایزهٔ ترویج علم سال ۱۳۹۶ را به مقصود فراستخواه به دلیل فعالیت و تلاش بی‌وقفه، مسئولانه، هدفمند، همه‌جانبه، انسانی و اخلاقی در حوزه‌های دانشگاهی و عمومی برای بسط دانش جامعه‌شناسی و همچنین تعهد به تداوم کار فرهنگی، ترویجی و علمی تقدیم کرد. جایزه نشان دهخدا در چهارمین دورهٔ آن (۱۳۹۷) و به خاطر کتاب برگزیدهٔ «نظارت و ارزشیابی در آموزش عالی» به عباس بازرگان و مقصود فراستخواه تعلق گرفت.
در دهمین جشنواره بین‌المللی فارابی (۷ بهمن ۹۷)، مقصود فراستخواه برگزیدهٔ جایزهٔ «مطالعات میان رشته‌ای» شناخته شد. فراستخواه «نظریه ایرانی کنشگران مرزی» را از رهگذر پژوهش‌های درونمان خود در ایران به دست داده است.
بنا به پایگاه استنادی و پایش علم وفناوری ISC مقصود فراستخواه در لیست پژوهشگران پراستناد دو درصد برتر دنیا قرار گرفته است. 
در چهل  ودومین سال کتاب سال 1403، کتاب کنشگران مرزی  تألیف مقصود فراستخواه کتاب برگزیده سال در حوزه علوم اجتماعی شناخته شد.
نشان علوم اجتماعی دکتر غلامحسین صدیقی پدر جامعه شناسی ایران در سال 1404 توسط انجمن جامعه شناسی ایران به دکتر مقصود فراستخواه تعلق گرفت و اهدا شد. 

## تحصیلات دانشگاهی
تحصیلات دانشگاهی او در رشته‌های فلسفه، الهیات و برنامه‌ریزی توسعه آموزش عالی بوده است. او هم‌اکنون در دانشگاه‌های تهران، شهید بهشتی و علامه طباطبایی تدریس می‌کند. فراستخواه مؤسس و دبیر علمی میز آینده پژوهی آموزش عالی در مؤسسه پژوهش و برنامه‌ریزی آموزش عالی است.
فراستخواه «نظریه ایرانی کنشگران مرزی» را از رهگذر پژوهش‌های درونمان خود در ایران به دست داده است.
وی در نیمه اول دهه ۷۰شمسی در دانشگاه‌ها ومراکز آموزش عالی تبریز تدریس کرده است. از نیمه دوم دهه ۷۰ شمسی تا کنون (سال تحصیلی ۹۴–۹۳)، در دانشگاه‌های تهران، علامه طباطبایی، الزهرا و شهید بهشتی به تدریس اشتغال دارند. موضوعات تدریس فراستخواه عبارت بوده است از: جامعه‌شناسی تغییرات فرهنگی، تاریخ تفکر اجتماعی، جامعه‌شناسی دین، جامعه‌شناسی جوانان، سیاست گذاری و برنامه‌ریزی آموزش عالی، کیفیت دانشگاه، اعتبار سنجی و روش‌های تحقیق کیفی. حوزه‌های اصلی تحقیقاتِ فراستخواه عمدتاً سه قلمرو را دربرگرفته است: ۱. مطالعات دین، ۲. مطالعات اجتماعی، ۳. مطالعات علم، آموزش عالی و دانشگاه. بخشی از نتایج این تحقیقات در قالب کتاب‌ها و مقالات منتشر شده است. زندگی وزمانه مقصود فراستخواه دربارۀ ایشان توسط مریم برادران  با عنوان «آرامش در طوفان» منتشر شده است.

## کنشگر مرزی
کنشگر مرزی نظریه ای ایرانی است که مقصود فراستخواه آن را بر اساس مطالعات تاریخ معاصر ایران مطرح و توسعه داده است. کنشگر مرزی عاملی انسانی است که می‌کوشد در فاصله میان محدودیتهای ساختاری ایران، امکان‌هایی تازه کشف یا حتی خلق بکند. در مرزهای میان دولت وجامعه در تردد است. بین دیوان حکومتی و ایوان اجتماعی رفت‌وآمد می‌کند. هر چند محدودیت‌های جامعه مدنی در ایران به صورت مانعی جدی بر سر راه توسعه ایران درآمده است اما پس زمینه‌های فرهنگ و تمدن ایرانی از یک سو و پویایی‌شناسی خاص در زیر پوست این جامعه از سوی دیگر موجب می‌شود نژاد کاملاً متفاوتی از کنشگران به عرصه بیایند و طرح تغییر را همچنان پی بگیرند. در نظریه ایرانیِ کنشگران مرزی سه دورهٔ قاجار، پهلوی و بعد از انقلاب اسلامی بررسی شده است، انواع مدلها و شیوه‌های عمل این کنشگران، بسترهای ظهور و خاستگاه‌های فعالیتی آنها، سنخ‌شناسی این کنشگران، ظرفیتهای عملکردی، کارکردهای نهادساز و ساخت دهنده و سرانجام آسیب‌شناسی و محدودیتهایشان مورد بحث قرار گرفته است. رهیافت کنشگر مرزی از رهگذر استقرای جزء به جزء تاریخ ایرانی و تنوعات کنش‌های ایرانیان به‌ویژه در شرایط شکاف بین دولت و ملت به دست آمده است.
نظریه ایرانی کنشگر مرزی کوششی است برای عبور از سرمشق فقدان و نگاه یکسویهٔ آسیب شناختی در فهم مسائل جامعه ایرانی. نظریه‌پرداز با حساسیت تاریخی به توصیف غنی در هر یک از سه دوره مبادرت می‌کند و می‌کوشد تجربه‌های زیستهٔ این کنشگران را قابل فهم بکند، نشان بدهد که چگونه در دل جامعه ایرانی توانایی‌های بالقوه ای برای تداوم زندگی حتی در شرایط عسرت تاریخی و انسدادهای ساختاری وجود دارد و رمز بقای موجودیتی به نام ایران و صلح و همبستگی اجتماعی بوده است.
«کنشگر مرزی» از شواهد میدانی در تاریخ ایران کشف، صورت‌بندی و توضیح شده است. با توضیح علّی و به‌صورت سیستماتیک و همراه با شواهد تجربی تشریح شده است. در وهله نخست نظریه به این پرسش می‌پردازد که این نوع کنشگری چرا به وجود می‌آید؟ نظریه چرایی بروز این روش کنشگری برمی‌شمارد؛ مثل بزرگی دولت یا بزرگی اقتصاد دولتی را یکی از علل می‌داند. استقلال دولت از درآمد مالیاتی و اتکای دولت به رانت‌ها و منابعی کمیاب مانند نفت، جایگاهی بی‌بدیل به دولت و سپس نقش مهم به کنش‌های مرزی می‌دهد. همچنین است هزینه بالای تغییر و نیز موقعیت خاص منطقه‌ای و بین‌المللی ایران و بقیه.
پرسش بعدی که نظریه به آن می‌پردازد این است که این نوع از کنشگری، ریشه در چه زمینه‌هایی دارد؟ اینها نیز احصا شده‌اند مانند کهنسالی ایران و خاطرات تمدنی، تصاویر ذهنی و خیال‌ها که سبب شده است انسان ایرانی از زندگی و پیشرفت دست برندارد. انسان ایرانی در هر زمانه و زمینه‌ای در پی تصاویر بلند و خیال‌های خود باشد و از هر طریق راهی به آنها بجوید. ایرانیان در ذخیره تاریخی گران‌بار خود ابن‌سیناها، خیام‌ها و خوارزمی‌ها دارند و با همین تصاویر است که از زندگی دست نمی‌کشند. البته وجه دیگر نیز آن است که روح سازگار ایرانی سبب می‌شود در هر جای و شرایطی راهی بجوید و روشی بسازد. آن ناآرامی همیشگی که مسبب سازگاری ایرانیان شده است و گاه به‌افراط هم شاید رفته است، خواه‌ناخواه، زمینه این گونه کنش، یعنی کنشگری مرزی را در ایران فراهم کرده است. اصولاً این نظریه می‌گوید صوَر خیال انسان ایرانی وسیع است. وسعت صور خیال ایرانی و قدرت تخیل اجتماعی ایرانی سبب شده که وقتی از یک طریق نتوانسته، طرق دیگری را برگزیده است.
پرسش سوم آن است که کنشگران مرزی از چه راهبردها یا تاکتیک‌هایی استفاده کرده‌اند؟ کنشگران مرزی چه راهکارهایی یافته یا ساخته‌اند؟ نظریه‌پرداز روش‌ها یا ترفندهای گوناگون را به ما نشان می‌دهد. از مذاکره و چانه‌زنی گرفته تا صدابخشی مردمان و توانمندسازی جامعه. از دیپلماسی و آموزش حکمرانان گرفته تا تصمیم‌سازی و اصلاح، تعدیل یا ارتقای سیاست‌گذاری.
پرسش چهارم که نظریه‌پرداز ایرانی و تشریح کرده است، این است که کدام متغیرها، کنش‌های مرزی را تقویت یا تعدیل کرده‌اند؟ در پاسخ به این پرسش نشان می‌دهد که گاهی روابط یا نسبت‌های خانوادگی توانسته است این نوع کنش را تسهیل یا حتی تقویت کند. همچنین ویژگی‌های شخصی مانند هوش کنشگر -در غیاب ساختارهای هوشمند- اهمیت زیادی داشته است. توانایی شخص کنشگر در خلاقیت یا در طرح افکندن ابتکارات نیز امکان این نوع کنشگری را تشدید و تقویت کرده است. سوای این خصایص فردی و خانوادگی و خاندانی عوامل محیطی و خارجی مانند بحران‌ها نیز تشدیدکننده بوده‌اند. گاهی بحران‌ها گوش دولت‌ها را شنواتر کرده است و به این ترتیب کنش‌های مرزی را تقویت کرده‌اند.
از سوی دیگر بنا به تصریح خود نظریه‌پرداز کنشگر مرزی، این نظریه بنا ندارد ایدئولوژی باشد. این نظریه در پی تجویز نیست بلکه در پی توصیف است، البته توصیفی فربه، غنی و سیستماتیک. همچنین باید توجه کرد که این نظریه، دعوت به نظریه اعتدال نیست. مرادش این نیست که حد وسط خوب است. نظریه «نه دولت و نه ملت» یا «کمی دولت و کمی ملت» نیست. این نظریه رهیافت رئالیسم انتقادی را در پیش می‌گیرد. «کنشگر مرزی» آدم فرهمند، همه‌فن‌حریف و قهرمان نیست. همه‌کاره نیست. افزون بر این یگانه کنشگر جامعه ایران هم نیست. حتی شاید کنشگر برتر هم نباشد. نکته این است که بدانیم هست. در کنار کنشگران مدنی هست. وی هم کار خودش را به انجام می‌رساند.
کتاب کنشگران مرزی
با افزایش شکاف ملت-دولت و در شرایط انسداد، که پنجره‌ها برای گفت‌وگو بسته می‌شوند، پل‌های ارتباطی از بین می‌روند، دیوارهای بی‌اعتمادی بلندتر، و حوزه‌های مدنی ضعیفتر می‌شوند، فضایی از ناامیدی بر اذهان سنگینی حاکم است که اعتماد به نفس اجتماعی را تهدید می‌کند. اما جامعه ایرانی از نفس نمی‌افتد. قابلیتهای تمدنی و فرهنگی سبب می‌شود که عاملان اجتماعی با تنوع بخشیدن به شیوه‌های عمل خود، صورتهای متفاوتی از کنشگری در پیش بگیرند.
کنشگری مرزی یکی از این تنوعات و ابتکارات عمل اجتماعی توسط عاملانی است که پایی در حکومت و پایی در جامعه دارند، میان ایوان جامعه و دیوان دولت تردد می‌کنند و دست به خلاقیتهای مختلف می‌زنند، فضای واسط به وجود می‌آورند، روزنه‌هایی برای گفت‌وگو می‌گشایند و برای توسعه پایدار ایران، ظرفیت‌سازی و برای جامعه ایرانی، توانمندسازی می‌کنند.
در چنین وضعیتی بیم آن می‌رود که همین کنش گران نیز توسط دولت‌ها طرد و به حاشیه رانده شوند؛ یا خود آنها به قدرت و رانت و زیست سیاست چسبندگی پیدا کنند، در آن صورت، دوباره تمام دستاورد نسل‌ها در سیاه‌چاله‌های مناقشات فرومی‌رود و امر توسعه و پایداری در جامعه همچنان به تعویق می‌افتد.
مقصود فراستخواه با توسعه «نظریه ایرانی کنشگران مرزی»، به سراغ این مسئله رفته است. این نظریه توضیح می‌دهد که عمل مرزی چرا و بر اثر چه موجبات و زمینه‌هایی توسط عاملان ایرانی اتخاذ می‌شود، چه اقسامی دارد، چه متغیرهایی می‌توانند کنش مرزی را تعدیل یا تشدید بکنند و کدام پیامدها و آثار از این نوع کنش‌ها انتظار می‌رود. نظریه‌پرداز، مبانی و مدلهای متنوع کنشِ مرزی در تاریخ معاصر را با ذکر احوال و اعمالِ کنشگران مختلف در دویست سال تاریخ معاصر توضیح می‌دهد و هم قابلیتها و دستاوردها و هم محدودیتها و معرضهای عملکرد مرزی را محل تأمل و تحلیل قرار می‌دهد.
در این کتاب نظریه‌پرداز با تفصیل و دقت بر محدودیت‌ها و موانع کنش‌های مرزی مداقه کرده است. وی موانع و محدودیت‌هایی مانند «چسبندگی کنشگران مرزی به بوروکراسی دولتی»، «تولید فعالیت به جای نهادسازی و توانمندسازی»، «بوروکراسی دولت، روح خلاقیت و چالاکی از کنشگران می‌ستاند»، «لختی، ماندگرایی و فرمالیسم»، «فقدان ظرفیت‌های جذب در حکومت»، «دشواری بازی در زمین گل‌آلوده» و «قدرت دانشی و کارگذاری از عهده قدرت حکومتی و رانتی برنمی‌آید» را برشمرده است.
از سوی دیگر نظریه‌پرداز تأکید دارد که گاهی نظریات با درک عامه‌پسند تأویل می‌شود؛ بنابراین می‌خواهد که از همین آغاز مراقبت کنیم تا نظریه عامه‌پسند نشود. او این نگرانی را به روشنی ابراز می‌کند که «تأویل عامه‌پسند نظریه‌های بزرگ بسیار مهم است و من در مورد نظریه کنشگران مرزی نیز این ترس را دارم که نوعی بدفهمی و سوءِ تأویل اجتماعی از آن به دست داده شود که از عمق نظریه و پیچیدگی‌های نظری آن بکاهد».
خصوصاً که کنشگر مرزی، چون در میان ایوان و دیوان فعالیت می‌کند، گاهی وسط بازی مبتذلی شکل می‌گیرد و کنشگر مرزی به دلیل وسوسه منافعی که در دستگاه وجود دارد به قدرت چسبندگی پیدا می‌کند به‌ویژه آنکه در ایران، قدرت کالای کمیاب است. در نتیجه بخش بزرگی از کنشگران مرزی به سبب مقتضیات «زیست – قدرت»، خاصیت کنش مرزی خود را از دست می‌دهند و به مدافعان وضع موجود و توجیه‌گر آن تبدیل می‌شوند.